# Солодушка великоквіткова
Солодушка великоквіткова або солодушка великоцвіта (Hedysarum grandiflorum) — вид рослин родини бобові (Fabaceae), поширений у пд.-сх. Європі й зх. Сибіру.

## Опис
Багаторічник 20–40 см завдовжки. Чашечка наполовину коротша за віночок; човник віночка коротший його прапора; боби поперечно-зморшкуваті; листочки зверху темно-зелені, негусто опушені.

## Поширення
Європа: Україна, Болгарія, Румунія, пд.-зх. Росія; Азія: зх. Сибір.
В Україні зростає на крейдяних і вапнякових відслоненнях — у сх. ч. Лісостепу і півд. ч. Степу, зрідка. Входить у списки регіонально рідкісних рослин Дніпропетровської, Донецької, Запорізької, Одеської, Харківської областей.

## Практичне використання
Коріння їстівне. Свого часу відігравало велику роль у харчуванні місцевого населення. Його їдять сирим і приготовленим різним способом. Варені корені солодушки обкачують у борошні і смажать, отримуючи надзвичайно смачну й поживну страву. Кладуть коріння також у всілякі юшки, овочеві салати.

## Галерея

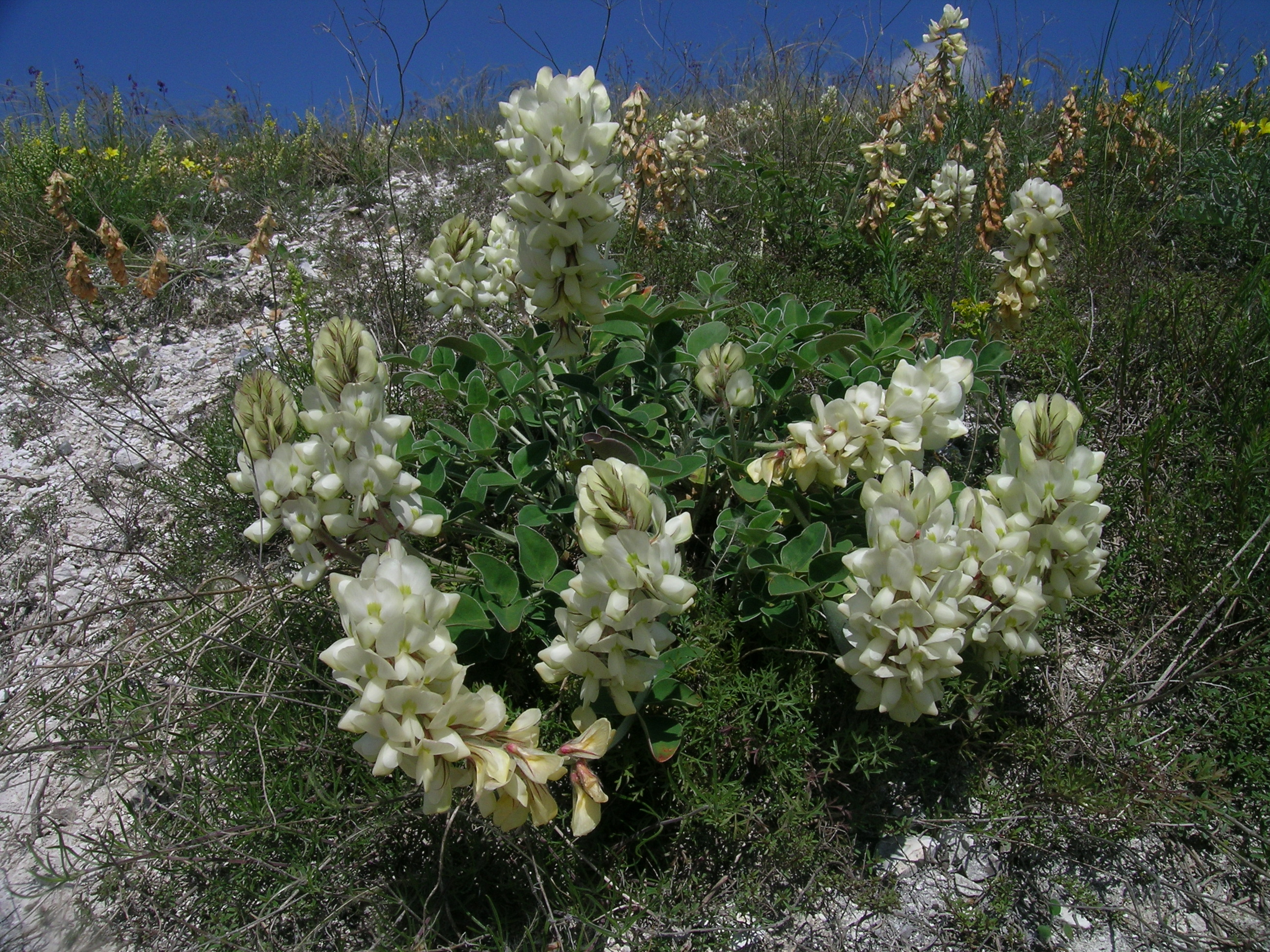
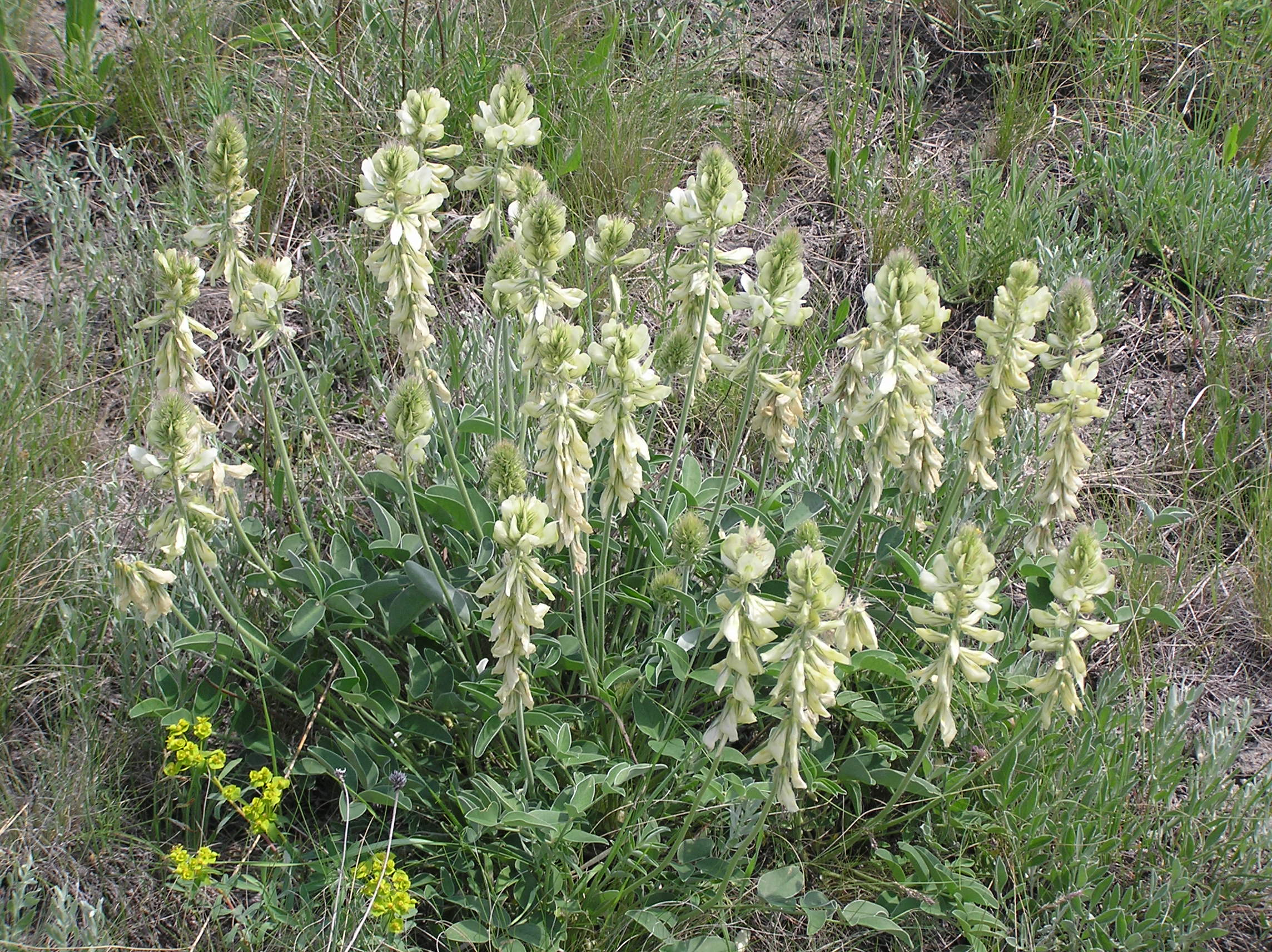
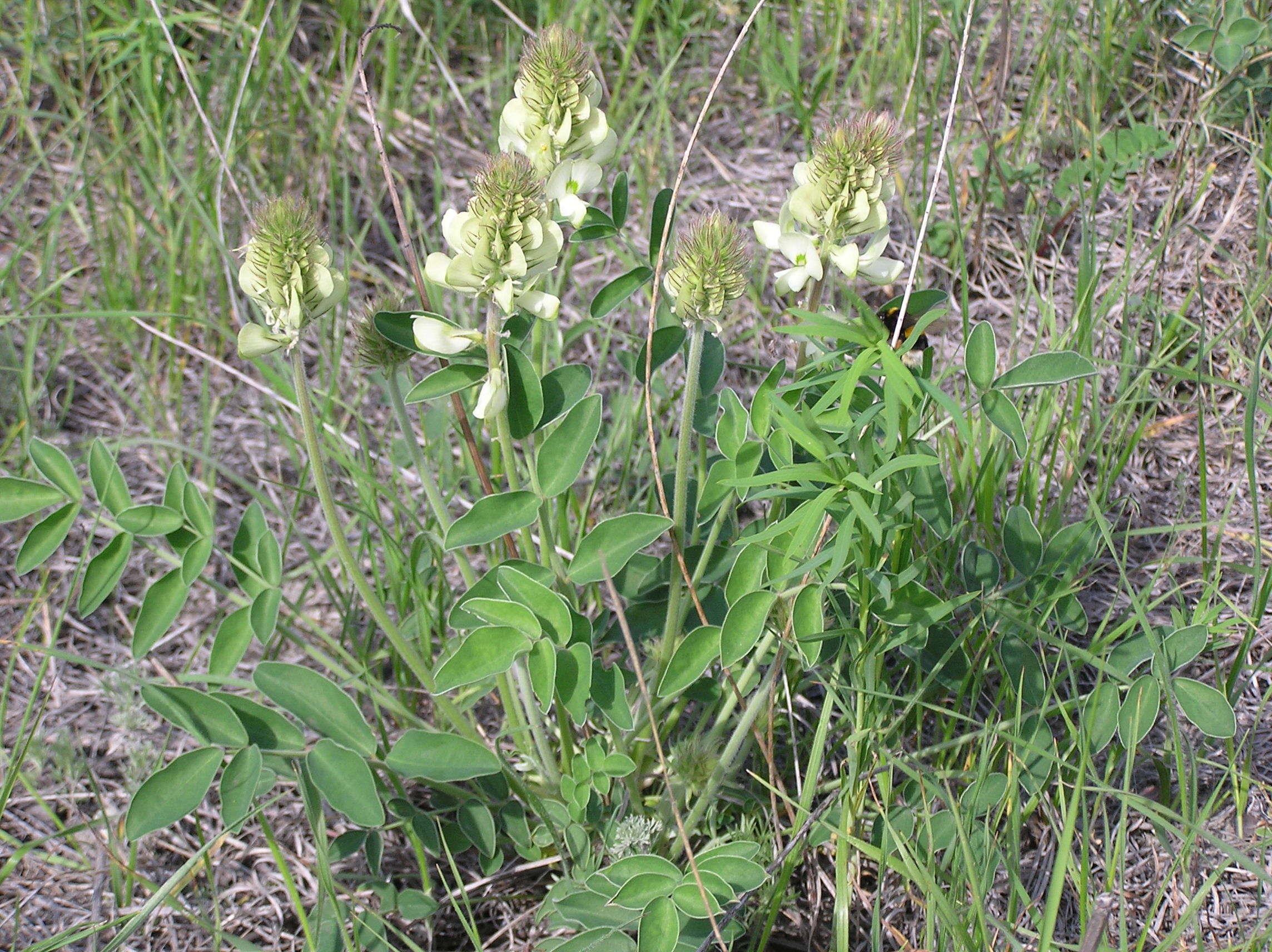